# باشگاه فوتبال اونس لوبوس
کلاب دپورتیوو اونس لوبوس که معمولاً با نام اونس لوبوس شناخته می‌شود، یک باشگاه فوتبال حرفه‌ای السالوادوری است که در چالچواپا، سانتا آنا واقع شده است.
لوبوس که در فوریه ۱۹۱۸ ایجاد شد، قدیمی‌ترین باشگاهی است که همچنان در سیستم لیگ فوتبال السالوادور فعال است. آنها از سال ۲۰۰۵ در دسته دوم رقابت می‌کنند.

## بازیکنان برجسته
- اسکار پینتی
- بایرون پرس
- اسکار سانچز
- لوئیس گوارا مورا
- خوسه لوئیس روگاماس
- خوان رامون مارتینس